# Кайла, Эйно
Эйно Сакари Кайла (фин. Eino Sakari Kaila; 9 августа 1890, Алаярви, Великое княжество Финляндское — 31 июля 1958, Киркконумми) — финский философ, критик и преподаватель. Пионер финской психологии, физики и театра. Стремился найти единые принципы, объединяющие различные направления в гуманитарных и естественных науках. Подход Кайлы наложил отпечаток на тенденции развития финской психологии, которая, в отличие от большинства европейских стран и СССР, с самого начала ориентировалась на естественнонаучные экспериментальные принципы, на связь с психофизиологией.

## Биография
Отец, Эркки Кайла, был протестантским священником, позднее архиепископом. Эйно Кайла окончил Императорский Александровский университет в 1910 г. В 1920-е гг. он работал в сфере литературной критики и психологии, был профессором Университета Турку, внедрил в Финляндии гештальтпсихологию. Был знаком со многими выдающимися культурными деятелями, в 1919 г. женился на художнице Анне Ловисе Снеллман. В 1930 г. назначен на должность профессора философии в Хельсинкском университете, принимал участие в заседаниях Венского кружка. Во время 2-й мировой войны преподавал в Германии. В 1948 г. избран членом Финской академии. Умер в Хельсинки.

## Взгляды
Несмотря на сильное влияние логических позитивистов и критическое отношение к спекуляциям, лишённым эмпирической основы, для всех работ Кайлы характерно стремление к холистическому, почти пантеистическому пониманию вещей. В психологии его подход был близок к философскому течению натурализма. Его книга «Личность» (Persoonallisuus, 1934) представляла собой психологическое исследование с элементами философии, в котором подчёркивалась биологическая природа психологических феноменов. В последние годы жизни он пытался создать всеобщую теорию в работе «Временная причинно-следственность как основа унитарного понимания природы» (Terminalkausalität Als Die Grundlage Eines Unitarischen Naturbegriffs), однако эта работа, которую можно воспринимать скорее как набросок к более объёмному исследованию, не получила откликов за пределами Финляндии.
Несмотря на то, что ещё до окончания войны он стал критически относиться к нацистам, он писал о различии между «западным» и «восточным» мышлением и утверждал, что однородность населения является необходимой предпосылкой функционирующей демократии.

## Влияние
Наиболее известным учеником Кайлы был Георг Хенрик фон Вригт, занявший место Л. Витгенштейна в Кембриджском университете. Традиция идеалистической аналитической философии с сильными элементами немецкого влияния, которой придерживался Кайла, сохранялась в финской философии вплоть до появления в 1980-х гг. влияния европейской континентальной философии. Кайла также основал в Хельсинкском университете психологическую лабораторию.

## Избранные сочинения
- Der Logistische Neupositivismus, 1930
- Persoonallisuus (Personality), 1934
- Inhimillinen tieto (Human Knowledge), 1939
- Terminalkausalität Als Die Grundlage Eines Unitarischen Naturbegriffs, 1956